# Bulimia nervosa
Bulimia nervosa (bulimi) är en form av ätstörning som innebär dels att personen hetsäter, dels att personen försöker kompensera för detta genom överdriven träning, användning av laxermedel, genom att framkalla  kräkning eller svälta sig själv för att behålla eller minska sin vikt trots matmängderna.
"Bulimi" betyder 'oxhunger' och syftar på det stora begäret efter mat som bulimiker upplever (hyperfagi). "Nervosa" betyder 'nervös' eller 'nervositet', och syftar på det neurotiska beteendet angående mat. Den som lider av sjukdomen hetsäter som minst 2 gånger i veckan och kompenserar därefter genom att antingen kräkas upp maten, använda laxermedel, ägna sig åt överdriven motion eller/och använda sig av bantningspreparat. Detta för att "göra sig av" med födan igen. Detta till skillnad från hetsätningsstörning, då personen behåller maten.
Bulimi liknar anorexia med avseende på missnöjet över den egna kroppen samt en önskan att gå ned i vikt, skillnaden är hetsätningen. En bulimiker behöver inte vara underviktig utan kan se helt normal ut och det är därför svårare att upptäcka bulimi än anorexia. 
Bulimi uppträder i de flesta fall hos flickor och unga kvinnor från 15-25 års ålder. Sjukdomen karakteriseras av hetsätning och ett oemotståndligt sug efter mat samtidigt som personen försöker gå ned i vikt.
En person som lider av bulimi intar stora mängder mat på kort tid (hetsätning) och varvar detta med ett kompensatoriskt beteende som till exempel bantningskurer, fasta, kräkningar, vattendrivande läkemedel och motion. Bulimi är vanligare än anorexia, en nära besläktad ätstörning som präglas av självsvält. Till skillnad mot anorexia uppträder bulimi ofta senare i livet, vanligtvis i slutet av tonåren eller i tjugoårsåldern. Bulimi är förknippad med andra psykiska problem. En uppskattning är att runt hälften av de som lider av sjukdomen lider även av depression.
Starkt förknippat med bulimi är ångest. 
Vanligt är att individer som lider av sjukdomen intar laxermedel, vilket inte har någon inverkan på upptaget av energi eftersom energiupptaget sker redan i tunntarmen där laxermedel har liten effekt. Den viktminskning som inträder beror i stället på vätskeförlust. Efter användning av  laxermedel samlar kroppen på sig extra mycket vätska. Detta gör att bulimikerns dåliga självbild späs på ytterligare och får denne att se sig själv som ännu fetare. 
Sjukdomen beskrevs redan av Linné (bulemia) men beskrivs i modern tid först 1979. 

## Symptom
Bulimi behöver inte ge synliga kroppsliga symptom i form av minskad kroppsvikt eller ökad kroppsvikt, eftersom sjukdomen delvis är psykiatrisk samt inkluderar kompensatoriskt beteende. Den drabbade känner stor skuld och skam för sitt ätbeteende och försöker dölja problemen. En bulimiker känner sig ofta misslyckad som person och maktlös inför sitt ätande. Tankarna kretsar ständigt kring mat, koncentrationsförmågan påverkas och sömnproblem är vanliga.
Till kroppsliga besvär vid bulimi hör mag- och tarmproblem. Menstruation kan försvinna eller bli oregelbunden trots normalvikt. Näringsbrist kan uppstå eftersom vissa livsmedel helt undviks. Vid mycket låg kroppsvikt, det vill säga både bulimi och anorexia, kan det vara livsfarligt att hetsäta och kräkas eller missbruka laxermedel. 
Det är inte ovanligt att människor med bulimi får allvarliga tandskador eftersom magsaft vid kräkning kommer i kontakt med tandemaljen. Dessutom fräter den på matstrupen. Med tiden kan även magsår uppstå, vilket kan vara livshotande. I vissa fall får även naglarna en mer blåaktig ton och nagelbanden börjar fransa upp, synen blir suddig och hjärtklappning kan upplevas.

## Behandling
Bulimi kan framgångsrikt behandlas med psykoterapi i form av KBT. Psykologiskt vidmakthållande faktorer vid bulimi är patientens låga självkänsla, ett missnöje med sin vikt och figur och brist på socialt stöd från familj eller liknande. Även om patienten själv ofta känner sig ha förlorat all kontroll över sitt ätande och de kompensatoriska beteendena så är det alltså strävan efter kontroll som leder till problemet.
Med beteendeteoretiska begrepp så skulle man istället säga att den låga självkänslan gör att man inte kan tolerera sitt missnöje med sin figur och med sin vikt utan försöker banta. När man bantar extremt mycket med stränga regler kring vad man inte får äta så kan det förstås hända att man bryter någon regel och äter något man inte fick. Tyvärr så utlöser denna lilla mängd mat då snabbt, och utan personens kontroll, ett hetsätningsanfall. Ofta finns också tankar med när man har brutit regeln att då spelar det ändå ingen roll. Hetsätningen kan också utlösas av ökad ångest från annat håll, som efter ett bråk eller något misslyckande. Men hetsätningen skapar ångest och för detta måste patienten kompensera. Ofta gör man det då genom att tvinga sig själv att kräkas, äta laxermedel eller något extremt kompenserande i stil med fysisk träning. Det är detta som blir den vidmakthållande processen: ångesten efter hetsätningen minskar av att patienten kräks eller liknande, och detta beteende blir alltså negativt förstärkt. Man kan inte i fortsättningen heller undvika fler hetsätningsanfall, eftersom ens bantning ofta fortsätter att vara extrem, och efter hetsätningar följer också fler kompensationer. Konsekvenserna av hetsätningen blir heller inte lika negativa som de skulle vara utan kompensation, så detta beteende blir också förstärkt. 
Behandlingen av sjukdomen börjar med beteendena och går först senare över på kognitioner och problemet med patientens låga självkänsla. Man låter patienten äta rimligare och hindrar kompensatoriska beteenden efter ätandet.
Flera studier har visat att SSRI tillsammans med psykoterapi har signifikant bättre effekt än tillägget placebo på bulimia nervosa. 